# Ilkiwka
Ilkiwka (ukr. Ільківка) – wieś na Ukrainie, w obwodzie winnickim, w rejonie winnickim, w hromadzie Ahronomiczne. W 2001 liczyła 456 mieszkańców, spośród których 451 wskazało jako ojczysty język ukraiński, 4 rosyjski, a 1 mołdawski.